# Uwe Dittmann
Uwe Dittmann (* 8. August 1964 in Gotha; † 22. März 1985 in Spichra) war ein im Dienst getöteter DDR-Grenzsoldat. Dittmann wurde im Grenzdienst erschossen von einem fahnenflüchtigen GSSD-Soldaten, der sich danach auf der Werra-Brücke nach Pferdsdorf-Spichra selbst erschoss.

## Leben
Uwe Dittmann war gelernter Maschinenbauer. Dittmann wurde im Herbst 1983 zum anderthalbjährigen Wehrdienst einberufen. Zum Zeitpunkt seines Todes war er Gefreiter im Grenzkommando Süd und dort im Grenzregiment 1 „Eugen Lewin“.
Am 22. März 1985 desertierte der sowjetische Soldat Waleri Kirjuchin aus einer Kaserne der GSSD in Weimar und versuchte, in die BRD zu flüchten.  In den frühen Morgenstunden des 22. März 1985 stieß er im Grenzgebiet auf Soldaten der DDR-Grenztruppen, die dort auf Grund der ausgelösten Großfahndung im Einsatz waren. Es kam zu einem Schusswechsel, bei dem der Gefreite Uwe Dittmann tödlich verletzt wurde.